# Oton I. Gelderski

Oton I. Gelderski (1150–1207) je bil grof Gelderski in Zutphenski od leta 1182 do svoje smrti leta 1207. Bil je sin vojvode Henrika Gelderskega in Neže Arnsteinske. Leta 1184 se je poročil z Rihardis Scheyern-Wittelsbach (Bavarsko). Rihardis je bila hči Otona I. Wittelsbacha, bavarskega vojvode.

## Življenje
Zaradi nenadne smrti brata Gerharda III. je moral leta 1182 odstopiti s položaja prošta v Xantenu, da bi vodil obe grofiji. V prvem letu vladavine mu je umrl še oče.  

### Borba za Veluwe
Leta 1187 je utrechtski škof Boudewijn II. s svojima bratoma holandskim grofom Florisom III. (1157-1190) in Dirkom III. Kleveškim (1173-1202) znova oropal Veluwe in plen prinesel v Deventer. Floris III. je v Veluwe vdrl iz zahoda, Dirk III. pa iz vzhoda. Grof Oton I. Gelderski je zaprosil svoje močne prijatelje za pomoč in sicer kölnskega nadškofa Filipa Heinsberškega, vojvodo Lorene in vojvodo Godfreja III. Brabantskega. Z zbrano vojsko mnogokrat večjo od sovražne napade Deventer, vendar je bitka neodločena. Cesar, ki je bil takrat na območju Rena, je posredoval. Veluwe začasno dodeli Otonu I., dokler ne sprejme končne odločitve na naslednjem državnem zboru v Mainzu. Leta 1188 cesar potrdi to začasno odločitev. V teh letih se Oton I. večkrat pojavi kot priča v listinah kölnskega nadškofa Filipa Heinsberškega (1163-1189)

### Križarski pohod s Friderikom I. Barbarosso
Oton I. Gelderski se je pridružil svojemu cesarju Frideriku I. Barbarossi v tretji križarski vojni (1189–1192), med katero je pomagal križarski vojski pri zavzetju Ikonija. Po smrti Friderika I. Barbarosse so nekateri križarji v vojski odšli domov, Oton pa se je pridružil eni od skupin, ki so šle naprej proti Siriji in Palestini. Po prihodu v Sveto deželo se je Oton pridružil vojski jeruzalemskega kralja Guya Lusignanskega, ki je oblegal mesto Akro. Nadaljnje stiske so zdesetkale vojsko pokojnega Friderika in do pomladi 1191 jih je večina odšla domov. Oton je bil eden redkih preživelih iz Nizkih dežel in se je vrnil domov leta 1190. 
Omenjen je kot prvi grof združenega območja Gelders in Zutphen leta 1190. Tega leta podeli mestne pravice mestu Zutphen, kjer je njegov grofovski dvor.  

### Ponovni spor okoli Veluwe
Leta 1195 je škof Boudewijn II. iz Utrechta odšel v vojno proti upornikom v grofiji Drenthe. Oton I. gre z njim, kajti navsezadnje je škofu tudi njegov najpomembnejši podložnik. In Oton I. je zato dolžan pomagati svojemu gospodu v času vojne. Vendar Oton poskuša posredovati med uporniki in škofom, ki se z vojsko mora umakniti. Po premoru škofova vojska ponovno napade Veluwe, Otonu pa priskočijo na pomoč uporniki iz Drentheja. Spopad se sicer konča ob pomoči brabantskega vojvode Godfreja III. Vendar se škof obrne na cesarja, ki se odloči Veluwe podeliti Utrechtu in vojvoda Brabantski ga dobi v dedni fevd. V boju proti Utrechtski škofiji se Oton I. Gelderski poskuša povezati s Holandskim grofom Viljemom I., ki se je poročil z njegovo hčerko Adelajdo. Vojvoda Henrik I. Brabantski (1183/90-1235) leta 1201 uspe skleniti mir med stranema. V tej pogodbi iz Maastrichta Oton I. dokončno pridobi Veluwe, vendar kot fevd Brabanta. Vendar Oton I. ni več smel kovati kovancev z žigom Deventerja ali Utrechta. Poleg tega je brabantski vojvoda uspel pridobiti Otona I., da je podprl tabor Welfov v cesarskih sporih. Leta 1207 Oton I. umre po življenju, polnem boja, ki je Gelders veliko stalo. Najprej draga križarska vojna in nato odkupnina po njegovem ujetju. Toda mesto Zutphen si ga je kljub temu dobro zapomnilo; končno mu je Oton I. podelil mestne pravice. Nasledil ga je drugi sin Gerhard IV., saj je najstarejši Henrik že umrl. Pokopan je v cerkvi svete Valburge v Zutphenu.

## Družina in potomci
Oton I. Gelderski je bil sin grofa Henrika Gelderskega in Zutphenskega in Neže Arnsteinske.
Leta 1184 se je poročil z Rihardis Bavarsko. Rihardis je bila hči Otona I. Wittelsbacha, bavarskega vojvode, in Neže Loonske. Oton in njegova žena Rihardis sta imela 7 otrok: 
- Henrik Gelderski (?–1198). Leta 1197 je bil zaročen z Alejdis Holandsko, hčerko Dirka VII., grofa Holandije. Henrik je umrl leta 1198, preden je lahko prišlo do poroke.
- Gerhard III. Gelderski (1185–1229).
- Adelajda Gelderska (?–1218), poročena z Viljemom I. Holandskim. [4]
- Oton II. (1193–1213), je bil škof v Utrechtu
- Irmgarda Gelderska, poročena z Adolfom, grofom Altene in Marke, sinom Friderika I., grofa Berško-Altenskega in njegove žene Alveradis.
- Margareta Gelderska, poročena z Lotarjem III., grofom Hochstadta
- Matilda Gelderska se je poročila s Henrikom II., grofom Nassauskim.